# 野添ひとみ
野添 ひとみ（のぞえ ひとみ、1937年2月11日 - 1995年5月4日）は、日本の女優。本名：川口 元（かわぐち もと）。夫は川口浩。実姉で双子の野添和子はひとみの付き人を長く務めた後、大映テレビでプロデューサーになった。

## 来歴・人物

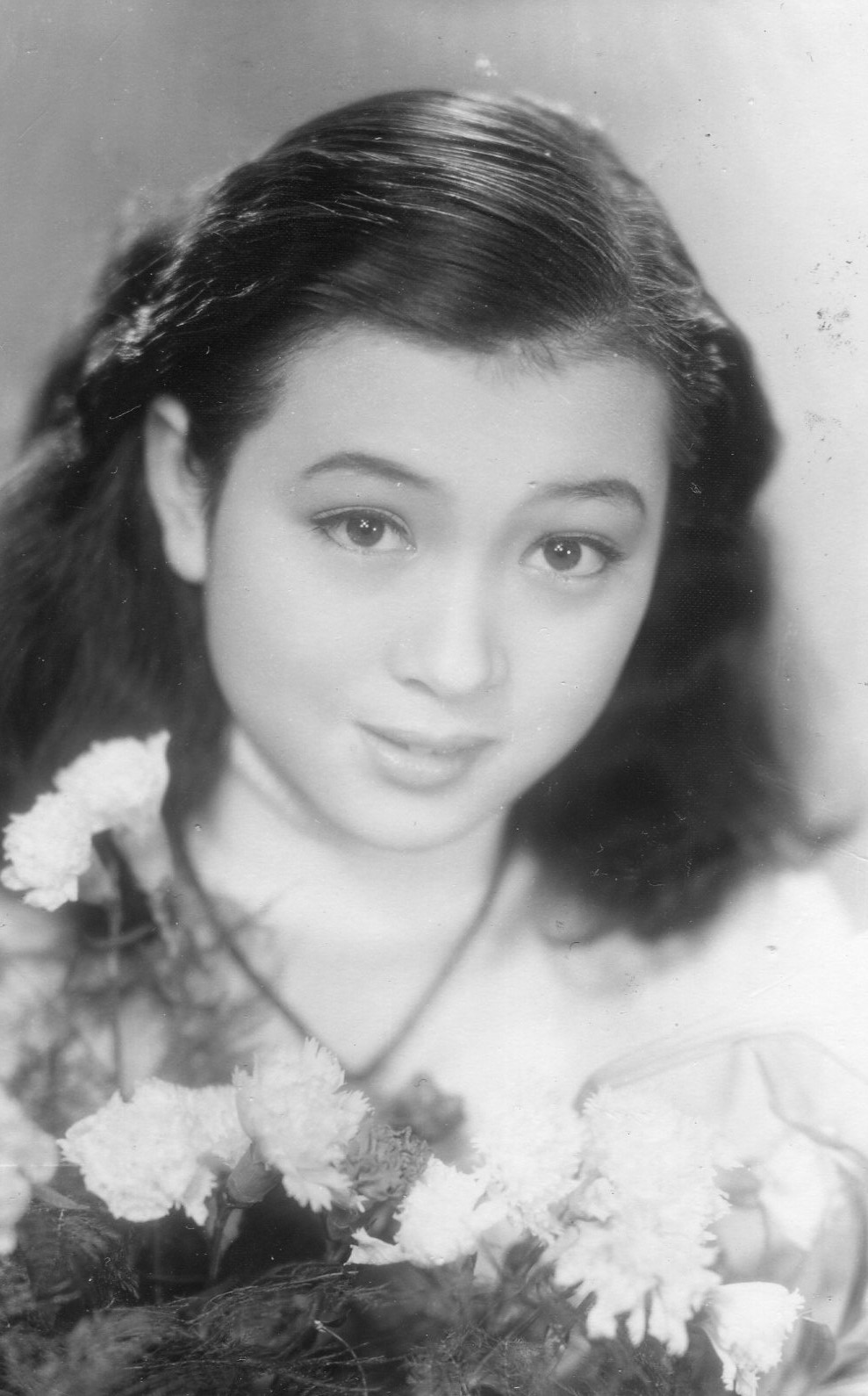
1950年代

東京市牛込区（現東京都新宿区富久町）出身。6人兄弟（姉4人に兄1人）の末っ子として誕生。
丸の内に勤める父が近所の人に頼み、同行させてもらった疎開先の敦賀市が軍港だったため戦災に遭い、苦渋の策として秩父の遠戚家庭へ移り住む、中学2年生でようやく帰京が叶って中野坂上に落ち着いた。
松竹歌劇団（SKD）の新人募集に超難関を潜り抜けて合格し、中学校卒業と同時に養成所である松竹音楽舞踊学校に入ると早速声がかかり、1952年に松竹映画『うず潮』で佐田啓二の相手役として銀幕デビューした。
幾つかの松竹作品に出演したが、1957年に交際中の川口浩が大映重役である父親の川口松太郎に頼み込み、大映へ移籍した。
1959年4月26日、カンヌ国際映画祭に出席のためフランスへ出発。同5月22日、日本へ帰国した。当時はまだ海外渡航自由化の前で、貴重なフランス訪問となった。
1960年、大映で共演の多かった川口浩と結婚。2人の娘をもうけるが、1983年2月には次女を17歳で失い、1987年11月には夫・浩にがんで先立たれる。他にも川口の兄弟の薬物事件などもあった。その後は自身も甲状腺がんにかかり、1995年5月4日、夫と同じく東京都新宿区の東京女子医大病院で死去。58歳没。墓所は雑司ヶ谷霊園。

## 主な出演

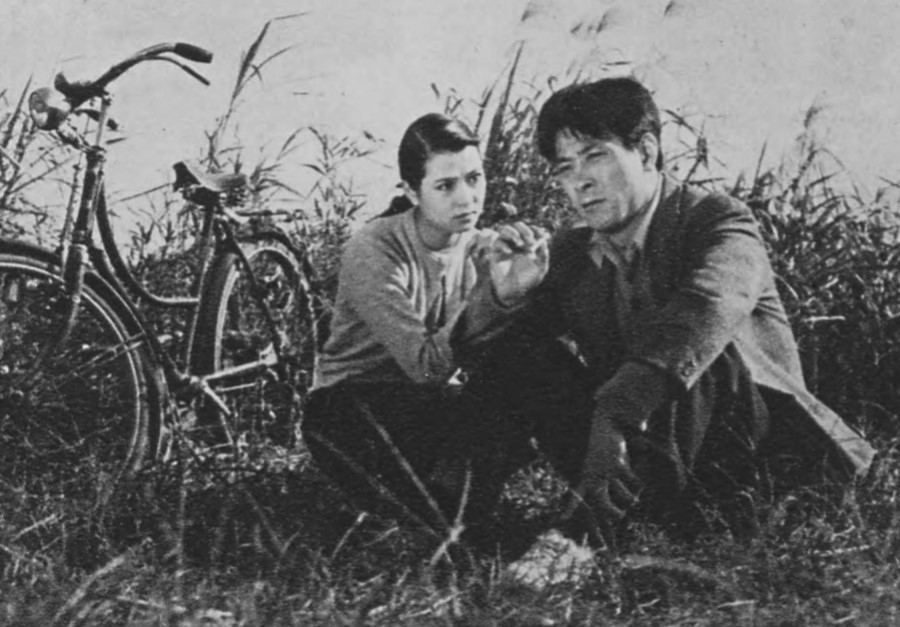
映画『台風騒動記』（1956年）

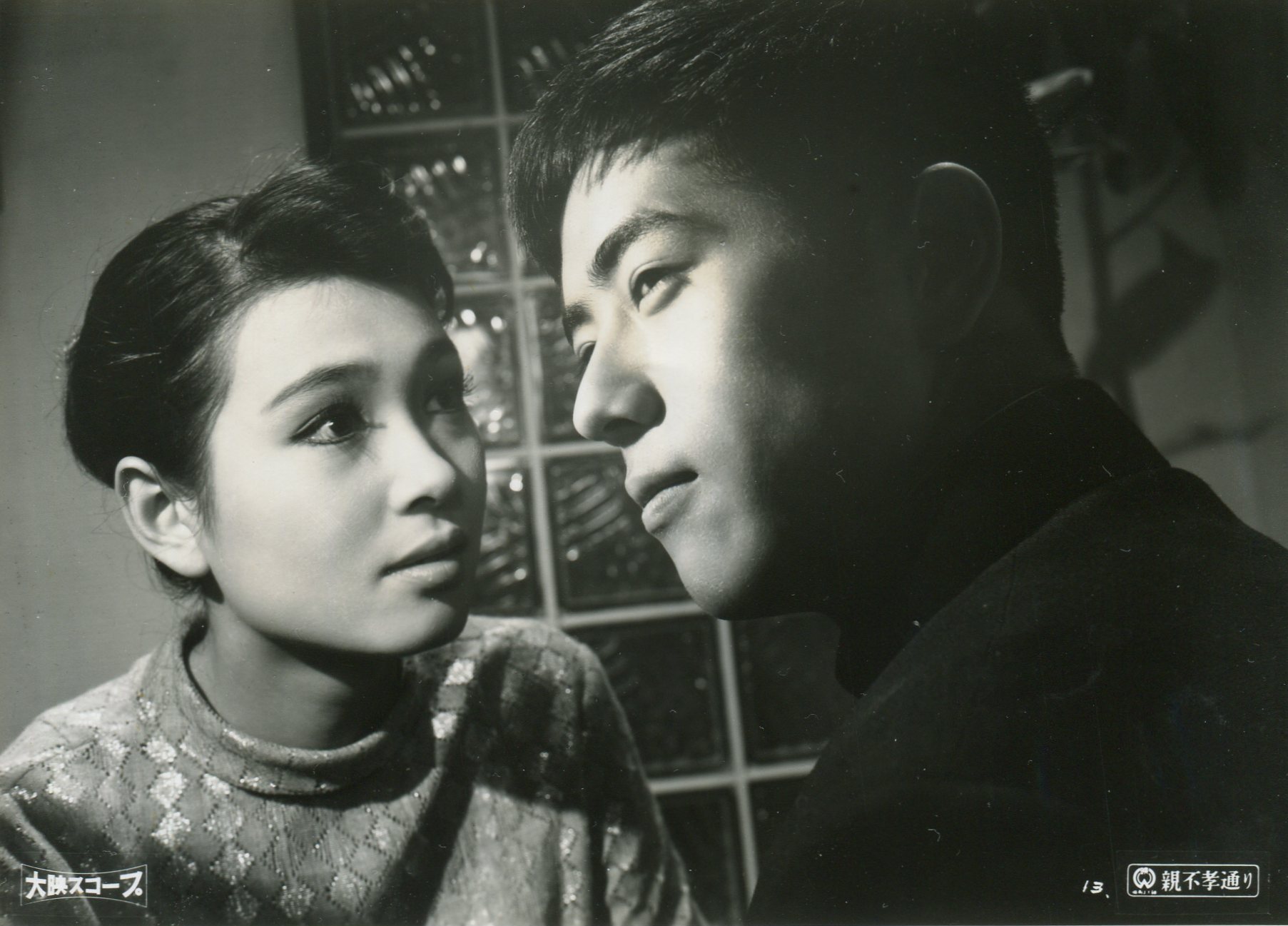
映画『親不孝通り』（1958年）

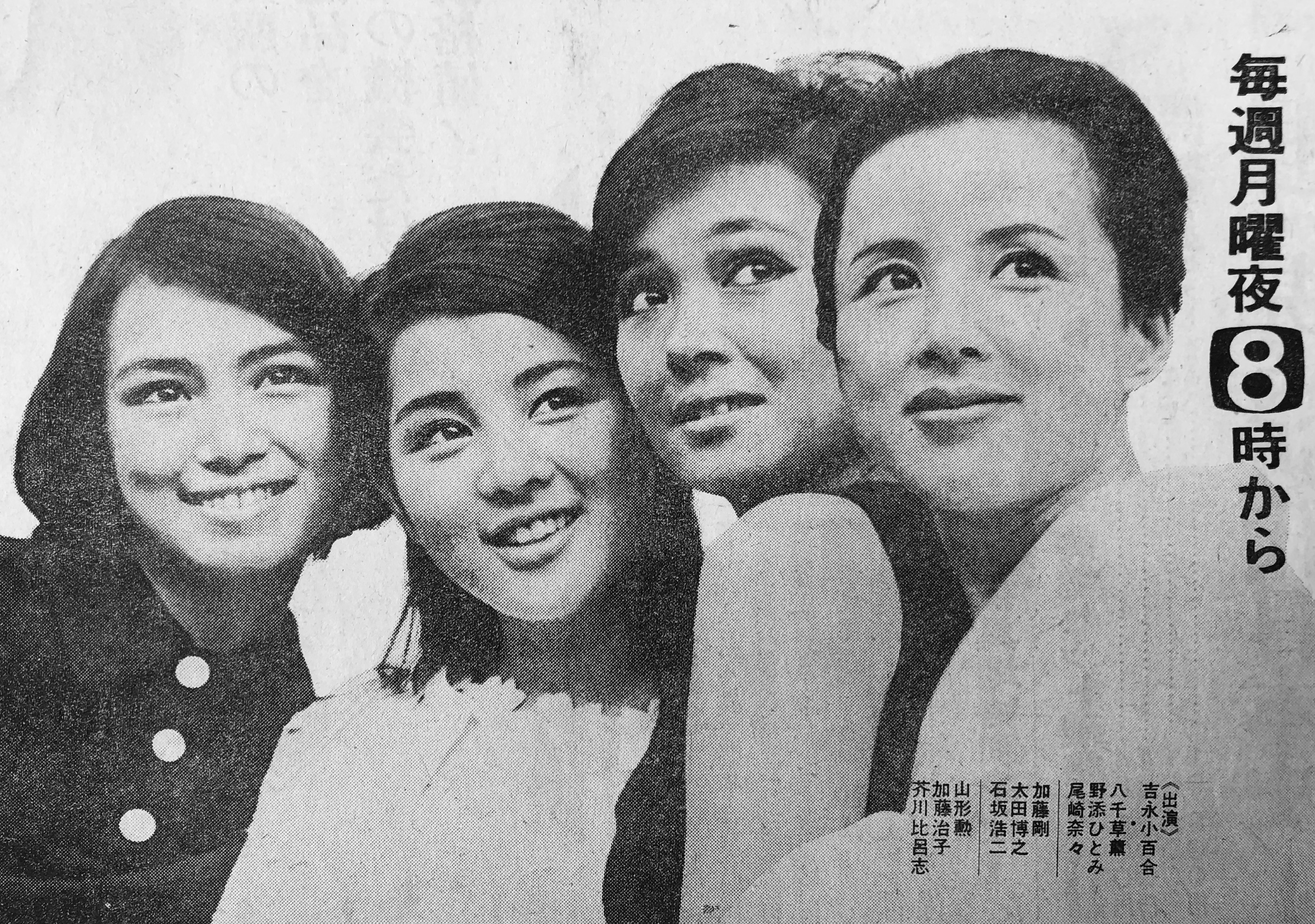
テレビドラマ『娘たちはいま』（TBS）

### 映画
- うず潮（1952年）
- まごころ（1953年）
- 君の名は(1953) - あさ役
- 姉妹（1955年、中央映画）- 近藤圭子役
- たそがれ酒場（1955年、新東宝）- 野口ユキ役
- 青銅の基督（1955年、松竹） - お蝶役
- 忘れえぬ慕情（1956年）
- くちづけ（1957年、大映）- 白川章子役
- 地上（1957年）
- 暖流（1957年、大映）
- 禁じられた唇（1957年、日活）
- 体の中を風が吹く（1957年）
- 負ケラレマセン勝ツマデハ（1958年）
- 白い悪魔（1958年）
- 氷壁（1958年）[1]
- 巨人と玩具（1958年）[1]
- 白鷺（カンヌ国際映画祭特別表彰受賞作品、毎日映画コンクール美術賞＆色彩技術賞受賞作品。1958年）
- 有楽町で逢いましょう（1958年）
- 親不孝通り（1958年）
- 美貌に罪あり（1959年）
- 浮草（小津安二郎監督、1959年）
- あゝ特別攻撃隊（1960年）
- 女妖（1960年）
- 誰よりも君を愛す（1960年）
- 扉を叩く子（1960年）

- 婚期（1961年）
- 水戸黄門海を渡る（1961年）
- お嬢さん（1961年）
- 閉店時間（1962年）
- 宝石泥棒（1962年）
- 無頼 殺せ（1969年）
- 組織暴力 兄弟盃（1969年）
- 日本暴力団 組長と刺客（1969年）

### テレビドラマ
- ザ・ガードマン（1965年 - 1971年、TBS）
  - 第149話／雪女
  - 第157話／ガードマン、パリで大奮戦
  - 第158話／ガードマン、スイス追撃作戦
  - 第161話／恋のアムステルダム
  - 第186話／奥様は泥棒稼業
  - 第252話／俺の女房は悪魔のお使い
  - 第265話／離婚孤児争奪戦
- 娘たちはいま（1967年 - 1968年、TBS）
- キイハンター（1968年 - 1973年、TBS、東映）
- 大奥（1968年、関西テレビ、徳川竹姫役）
- 帰って来た用心棒 第9話「無惨の巷」（1968年、NET）
- 虹（1970年、NHK連続テレビ小説）
- いじわるばあさん（1971年、フジテレビ、ミチ子役）
- 黄色いトマト（1973年、NET）
- 顔で笑って（1973年 - 1974年、TBS）

### その他のテレビ番組
- ファミリースタジオ230（東京12チャンネル・毎日放送共同制作） - 12ch発である木・金曜の司会を担当。
- 金原二郎ショー（日本テレビ） - アシスタント
- ライオンのいただきます（フジテレビ）
- 競馬中継（フジテレビ） - 夫婦で司会を務めた。
- 連想ゲーム（NHK総合）

## 著作
- 浩さん、がんばったね（1988年6月・講談社）ISBN 406203851X